# Sajólád
Sajólád es un pueblo húngaro perteneciente al distrito de Miskolc, condado de Borsod-Abaúj-Zemplén.

## Superficie
Cuenta con una superficie de 12,68 km².

## Demografía
Hasta 2024 la población era de 2864 habitantes, con una densidad de población de 225,86 hab/km².
| Gráfica de evolución demográfica de Sajólád entre 2020 y 2024 |
|                                                               |
| Datos según la Oficina Central de Estadística de Hungría.     |